# BICh-16
 (février 2020).
Le contenu est difficilement compréhensible vu les erreurs de traduction, qui sont peut-être dues à l'utilisation d'un logiciel de traduction automatique.
 (juillet 2019).
BICh-16 est un ornithoptère conçu par Boris Tcheranouvsky.

## Construction
L'ornithoptère était constitué d'une jambe de force monoplan. Les entretoises ont été fixées dans les centres de pression des consoles d’aile. L'aile était flexible. Le vol ondulant a été réalisé en raison de l’oscillation des extrémités des consoles par rapport aux points d’attache des entretoises.
Sur la version originale du châssis était manquant. L'atterrissage a été effectué grâce aux jambes du pilote. Au cours des essais, les inconvénients de cette solution ont été mis en évidence. Un ski d'atterrissage a donc été ajouté à la structure. Les ascenseurs en même temps servaient d’ailerons.

## Spécifications techniques
- Envergure : 8 m
- Surface de l'aile : 8 m²
- Poids à vide : 34 kg
- Équipage : 1 personne